# Сасари
За провинцията вижте Сасари (провинция).
Са̀сари (на италиански и местен диалект Sassari, на сардински Tàttari, Татари, на каталански Sasser, Сасер) е град и община в Италия, административен център на провинция Сасари, на остров и автономен регион Сардиния. Разположен е на 225 m надморска височина. Населението на града е 130 693 души (към 31 юли 2011 г.).